# Tahltans
Les Tahltans constituent un peuple autochtone d'Amérique du Nord faisant partie du groupe ethnolinguistique de langue athapascane et vivant dans le nord de la Colombie-Britannique à proximité de Telegraph Creek, de Dease Lake et d'Iskut. Les Tahltans constituent la quatrième division des Nahanes (peuple de l'Ouest). 

## Culture

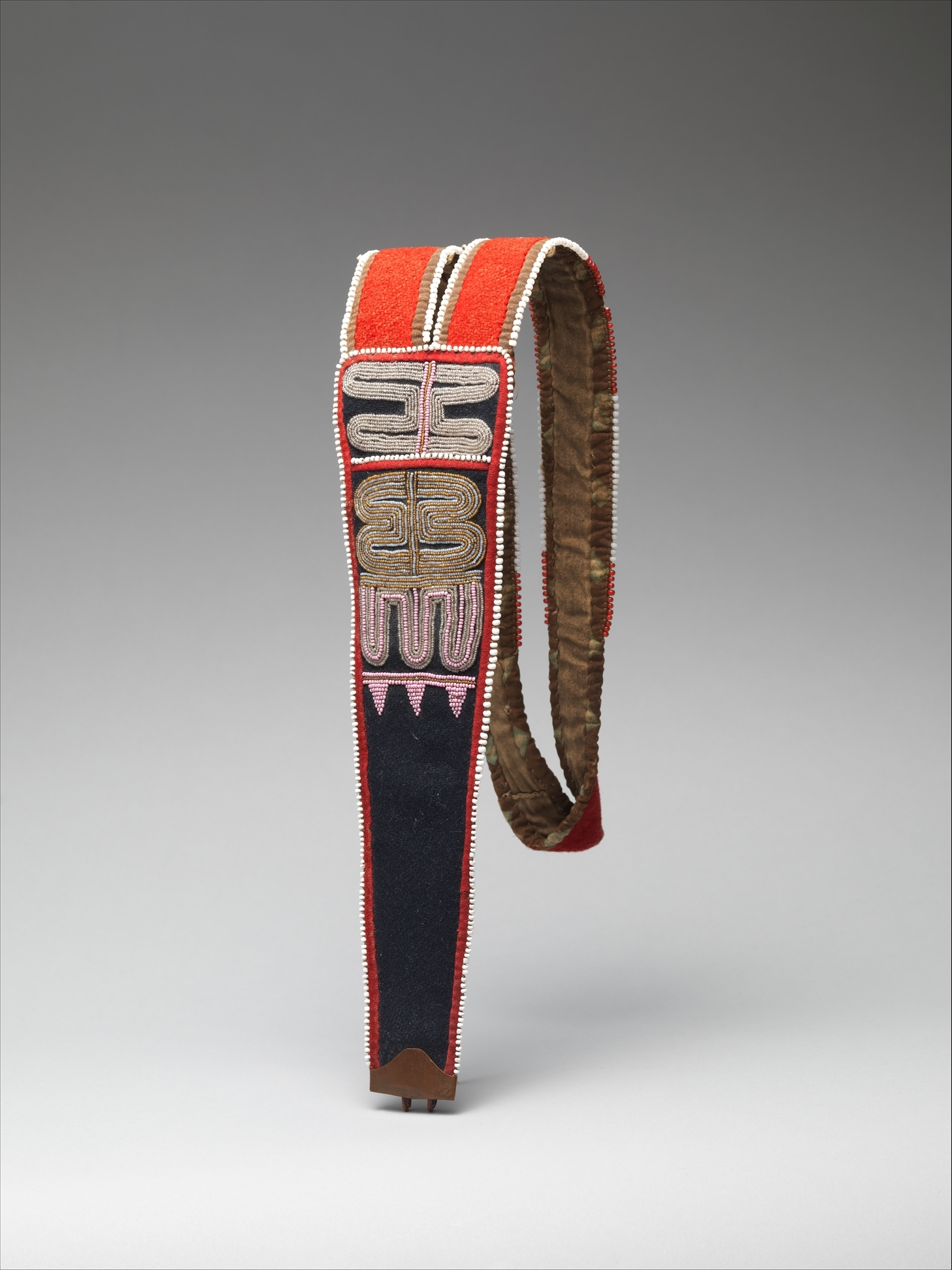
Gaine de couteau perlé, collection du Metropolitan Museum of Art de New York, artiste tahltan inconnu.

Le mode de vie et les pratiques culturelles des différents groupes de Tahltans variaient considérablement car ils se retrouvaient souvent largement séparés et devaient endurer des conditions variables en fonction de l'emplacement où ils vivaient. Dans la culture tahltane, on croyait que certains de leurs ancêtres avaient des connaissances que d'autres n'avaient pas avant une grande inondation. Certains de ces ancêtres ont utilisé ces connaissances pour le bien du peuple, tandis que d'autres l'ont utilisé pour le mal et au détriment des autres. Raven est considéré comme le héros protagoniste contre ces ancêtres maléfiques. 

### Organisation sociale
L'organisation sociale des Tahltans est fondée sur le matriarcat et les mariages mixtes entre deux principales désignations claniques. Les deux principaux clans du peuple tahltan sont Tses' Kiya (prononcé Tses-kee-ya) (Corbeau) et Chiyone (prononcé Chee-oanah) (Loup). Ces deux clans sont subdivisés en quatre sous-clans : 
1. Kartchottee (Corbeau) — Cette famille est originaire de l'intérieur vers les sources de la rivière Taku. C'est la famille la plus nombreuse de la tribu, également représentée par la grenouille.
2. Nanyiee (Loup) — Également représentée par l'ours brun, l'épaulard et le requin, cette famille est née près des sources de la rivière Taku, s'est déplacée vers l'océan puis s'est installée parmi les Tlingits Stikine. Ils remontent ensuite la rivière Stikine pour devenir une famille des Tahltans.
3. Talarkoteen (Loup) — Originaires près de Peace River dans l'intérieur, ces peuples suivent la rivière Liard jusqu'au lac Dease, puis traversent jusqu'au Tuya.
4. Tuckclarwaydee (Loup) — Également représentée par l'ours brun, l'aigle et l'épaulard, cette famille est créditée comme étant les fondateurs de la tribu tahltan, originaire de l'intérieur près des sources de la rivière Nags.

### Gouvernance
La société tahltan contemporaine est constituée en tant que Nation tahltan, qui comprend les membres et les bandes de la Première Nation Tahltan et de la Première Nation Iskut.

## Langue
La langue traditionnelle du peuple tahltan est le tahltan, une langue athapascane du Nord peu documentée. Certains linguistes considèrent le tahltan comme une langue composée de trois dialectes divergents mais mutuellement intelligibles. D'autres linguistes les considèrent comme des langues distinctes. Le nombre de locuteurs par langue (ou dialecte) est détaillé ci-dessous.
- Kaska : environ 400 locuteurs (Poser, 2003)
- Tahltan : environ 35 locuteurs (Poser, 2003)
- Tagish : aucun locuteur courant à partir de 2008